# Eric Stakberg
Eric Stakberg (även Stackberg), född 1726, död 12 februari 1773 i Göteborg, var en svensk boktryckare och träsnittare.
Stakberg fick burskap som boktryckare i Göteborg 1767 och har för eftervärlden blivit känd för sina tryckta kistbrev. Eftersom han var verksam som träsnittare antar man att han själv skar en av de stockar som användes vid framställningen av kistbreven. Han var gift med Elisabeth Hellman. Hans änka övertog verksamheten efter hans död.